# Patricia de Souza
Pour les articles homonymes, voir Souza.
 (septembre 2017).
Patricia de Souza (née à Coracora, Ayacucho le 9 avril 1964 et morte à Pau le 24 octobre 2019,) est une écrivaine, traductrice et professeure péruvienne. 
Elle a publié une douzaine de romans et a donné des cours dans des universités aussi bien en Amérique qu'en Europe.

## Biographie
Patricia de Souza est titulaire d'une licence ès lettres. Elle a aussi fait des études en science politique, journalisme et philosophie. Elle a fait sa thèse doctorale sur la littérature française et comparée sur Flora Tristan et Lautréamont à l'université Sorbonne-Nouvelle.
Son premier roman, Cuando llegue la noche (Lima, 1994), a suscité l'intérêt du public en raison de sa maturité et des sujets abordés: la violence, l'éloignement, la solitude... Toutefois, l'autrice affirme que son travail est également une analyse du discours des femmes dans le roman. Sa résistance aux genres a provoqué quelques malentendus qu'elle analyse dans certains de ses articles et de ses essais. Elle s'intéresse plus à « dire » qu'à « raconter l'histoire comme elle doit être ». Cela l'a menée à l'élaboration d'un méta-discours qui a un lien avec la réception de son œuvre, dont les romans les plus représentatifs sont Electra en la ciudad et El último cuerpo de Úrsula. Elle a également participé à l'ouvrage collectif Líneas aéreas (Lengua de Trapo 1999).

Son deuxième roman La mentira de un fauno, a été publié en Espagne et au Pérou. El último cuerpo de Úrsula (Seix Barral, Barcelone, 2000; [sic], Lima, 2009) a été traduit en allemand, et le magazine littéraire français de la NRF (Gallimard), a publié son texte court Désert.
 
Elle a aussi publié deux autres livres : Ellos dos, (Ed. San Marcos, Lima, 2007), et Erótika, escenas de la vida sexual, (Jus, Mexique, 2008; Barataria, Barcelone, 2009), Tristan, (Altazor 2010), et le roman Vergüenza (Casa de cartón, Madrid, 2014).
Elle écrit pour le journal El País en Espagne et d'autres médias au Mexique.
Les Éditions Arcane 17 ont publié à titre posthume, en octobre 2022, son unique roman écrit en langue française, intitulé Lointain Pérou et préfacé par Annie Ernaux. 

## Ouvrages
- Cuando llegue la noche, Lima, Jaime Campodónico, 1995
- La mentira de un fauno, Madrid, Lengua de Trapo, 1999
- El último cuerpo de Úrsula, Barcelone, Seix Barral, 2000 ; Lima, [sic], 2009

traduit en allemand : Solothurn, Lateinamerika Verlag, 2005 
- Stabat Mater, Madrid, Debate, 2001
- Electra en la ciudad, Madrid, Alfaguara, 2006
- Aquella imagen que transpira, Lima, Sarita Cartonera, 2006
- Ellos dos, Lima, édition San Marcos, 2007 ; Jus, Mexique 2009
- Erótika, escenas de la vida sexual, Mexico, édition Jus, 2008 ; Barataria, 2009, Espagne
- Tristán (roman), Lima, éditions Altazor, 2010
- Eva no tiene paraíso (essai), Lima, éditions Altazor, 2011
- Vergüenza (roman), Casa de Cartón, Madrid, 2014
- Descolonizar el lenguaje, 2016

## Traductions
Patricia de Souza a traduit des poèmes de Michel Leiris et de la prose de Jean Echenoz.

## Travaux publiés dans des anthologies
- Traductions dans l'œuvre de Ricardo Silva Santisteban (collecteur d'anthologies): Anthologie générale de la traduction au Pérou, volume VII. Lima, Université Ricardo Palma Editorial Universitaria, 2016.  (ISBN 978-612-4234-63-7)